# Cerkiew św. Proroka Eliasza w Hryniewiczach Dużych
Cerkiew pod wezwaniem św. Proroka Eliasza – prawosławna cerkiew cmentarna w Hryniewiczach Dużych. Należy do parafii Zaśnięcia Przenajświętszej Bogurodzicy w Bielsku Podlaskim, w dekanacie Bielsk Podlaski diecezji warszawsko-bielskiej Polskiego Autokefalicznego Kościoła Prawosławnego.

## Opis
Świątynia zbudowana w latach 50. XX w. na planie prostokąta. Jest to cerkiew drewniana, szalowana, o konstrukcji zrębowej. Prezbiterium mniejsze od nawy, zamknięte prostokątnie, z boczną zakrystią (posiadającą oddzielne wejście). Dachy cerkwi blaszane. Nad głównym wejściem dwuspadowy daszek, wsparty na dwóch słupach. Nad frontową częścią nawy ośmioboczna wieża zwieńczona dachem namiotowym z cebulastą kopułką. Nad nawą dach jednokalenicowy. Nad prezbiterium dach jednokalenicowy z cebulastą kopułką.
Informacje pisane o pierwszej cerkwi w Hryniewiczach Dużych pochodzą z 1578. Do 1915 wieś była siedzibą samodzielnej parafii prawosławnej.
Otaczający świątynię cmentarz o powierzchni 0,35 ha założono w XIX w.